# Łukasz Masłowski (lekkoatleta)
Łukasz Masłowski (ur. 8 czerwca 1991) – polski lekkoatleta, skoczek w dal.
Zawodnik SL CWZS Zawisza Bydgoszcz jest medalistą mistrzostw polski w różnych kategoriach wiekowych. Życiowy sukces odniósł podczas mistrzostw Europy juniorów (Nowy Sad 2009), gdzie zdobył srebrny medal w skoku w dal.

## Rekordy życiowe
- skok w dal – 7,85 (2009)